# Szong Nagun
Szong Nagun (hangul: 성낙운, handzsa: 成樂雲, RR: Sung Nak-woon; 1926. február 2. – Szöul, 1997. május 28.) dél-koreai labdarúgócsatár. A dél-koreai labdarúgó-válogatott színeiben részt vett az 1954-es labdarúgó-világbajnokságon.